# L'ispettore vede giallo
L'ispettore vede giallo (The Speaker of Mandarin), noto in italiano anche con il titolo Omicidio a Thatto Castle, è un romanzo giallo della scrittrice britannica Ruth Rendell, pubblicato nel 1981. Si tratta del dodicesimo libro dedicato alle indagini dell'Ispettore Wexford.

## Trama
Parte prima. Su iniziativa del nipote Howard, Wexford fa un viaggio in Cina, prima come consulente per la lotta al crimine, quindi come turista. Lo accompagna il noioso signor Sung, ma ben presto i due sono inglobati in una comitiva di inglesi e neozelandesi. Viaggiando, l'ispettore consuma molto tè verde, birra e maotai per combattere la sete e il cibo poco appetibile: così comincia a vedere un'anziana donna dai piedi fasciati e non sa decidere se sia un'allucinazione o una presenza reale. Mentre tutti navigano sul fiume Li, un giovane cinese, Wong, cade in acqua e non lo si ritrova, benché equipaggio e passeggeri si siano tuffati per salvarlo. Non è chiaro il motivo per cui egli si trovava sul battello. Dopo questo fatto, Wexford non registra nulla di anomalo fino al ritorno a casa.
Parte seconda. Tornato a Kingsmarkham, dopo qualche settimana Wexford è chiamato per un omicidio: Adela Knighton è stata trovata morta dalla colf (Renie Thompson) con un proiettile nel cranio. La donna era sola in casa e l'assassino l'aveva fatta scendere dalla stanza da letto. I sospetti cadono sul marito Adam (assentatosi e con un alibi), ma questi, nel corso delle indagini, crolla sempre più per il dolore. Poiché era un avvocato penalista e si occupava di casi gravi, si scopre che vari ex delinquenti gli sono molto grati e la possibilità di una vendetta sfuma ben presto. Ma Wexford è convinto che in Cina sia accaduto qualcosa di cui egli non avrebbe potuto prevedere le conseguenze, perciò contatta tutti i suoi compagni di viaggio per interrogarli. E un giorno gli viene recapitata una busta con i negativi delle foto scattate da Adela (che non si erano trovate). Alcune immagini sono state tagliate e Wexford vuole scoprire cosa mostrassero.
Parte terza. Le assidue indagini di Wexford e Burden portano a scoprire molti fatti, ma nessuno che conduca alla soluzione del caso. Un testimone ha visto un uomo andare in direzione di Thatto Hall, la notte in cui Adela è stata assassinata; ma alla prova dei fatti, indica Vinald, antiquario senza scrupoli, che in Cina ha truffato molti venditori, aggiudicandosi pezzi che valgono ciascuno una fortuna. Egli non ha moventi per uccidere la moglie di Knighton, come non ne ha Purbank che, quasi certamente, ha spinto in acqua Wong. Si scopre anche un'amante di Knighton, l'ex attrice Milborough Lang: nel frattempo Adam Knighton si è tolto la vita in maniera inequivocabile e ha scritto una confessione per il Coroner, in cui afferma di aver sparato alla moglie. Invece l'amante non esita a fornire un alibi per entrambi. Solo il ritrovamento (ormai insperato) dell'arma indicherà a Wexford l'identità dell'omicida.

## Personaggi
- Ispettore Wexford, della polizia di Kingsmarkham.
- Michel Burden, vice di Wexford.
- Crocker, medico legale e amico di Wexford.
- Lewis Fanning, A.H. Purbank, Lois Knox, Hilda Avory, dottor Baumann e signora, Margery Baumann, Gordon Vinald, Adela e Adam Knighton, Irene Bell, compagni di viaggio di Wexford in Cina.
- Sung, guida personale di Wexford.
- Wong, studente cinese.
- Renie Thompson, domestica dei Knighton a Thatto Castle.
- Julian, Roderick, Colum, Jennifer, figli di Adela e Adam Knighton.
- Angus Norris, marito di Jennifer.
- Adrian Dobson-Flint, amico di Adam Knighton.
- Pandora, giovane di rara bellezza.
- Milborough Lang, ex attrice cinematografica.

## Opere derivate
Il romanzo è stato adattato per la serie televisiva Ruth Rendell Mysteries, sesta stagione: i tre episodi sono andati in onda il 27 settembre, 4 e 11 ottobre 1992.

## Edizioni in italiano
- Ruth Rendell, L'ispettore vede giallo, traduzione di Diego Biasi, collana Il Giallo Mondadori n. 1855, Milano: 1984
- Ruth Rendell, L'ispettore vede giallo, traduzione di Diego Biasi, collana I Classici del Giallo n. 891, Milano: Mondadori, 2001
- Ruth Rendell, Omicidio a Thatto Castle, traduzione di Diego Biasi, Oscar Mondadori, Bestsellers n. 1215, Milano: 2002